# Onthophagus songsokensis
Onthophagus songsokensis es una especie de insecto del género Onthophagus, familia Scarabaeidae, orden Coleoptera.
Fue descrita científicamente por Biswas & Chatterjee en 1985.